# アンデスビエント
アンデスビエント（欧字名:Andes Viento、2021年2月25日 - ）は、日本の競走馬。2024年の関東オークスの勝ち馬である。
馬名の意味は、母名の一部+風（西）。父名（中国語で追い風）より連想。

## 経歴

### 2歳（2023年）
2023年8月19日、小倉競馬場第6レースの2歳新馬戦（ダ1700m）で、鞍上に酒井学を起用しデビュー。前団に付けてレースを進めたが3着となった。2歳未勝利戦では、好スタートを切って先頭でレースを進めると、直線で後続を離し勝利。その後は休養に入った。

### 3歳（2024年）
3歳シーズンは1勝クラスから始動となった。前団での競馬となり、直線でも伸びきれず4着。2戦目は好スタートを切って先頭で進めたが、直線で差し切られ2着。3戦目も良いスタートを切り、逃げの競馬を展開し、直線で後続を突き放して2勝目。
陣営は次走に初の重賞挑戦となる関東オークスを選択。前走と同じようにスタートをしっかりと決めてから先頭に立ち、最後の直線でも譲ることなく後続を更に突き放し、2着に7馬身差を付ける圧倒的な逃げ切りで重賞初制覇を決めた。また鞍上の田口貫太も重賞初制覇を飾った。次走は2度目の重賞制覇を狙いマリーンカップを選択。6頭となった少数頭でのレースでは、アンモシエラと共に序盤からハナを競り合う形になる。2番手に付け追走するが、3コーナーから減速して行き、直線で前団に大きく離される形で6着での入線となった。次走のブラジルCではスタートからハナを切って追走するが、道中で手応えが無くなり13着で入線した。

## 競走成績
以下の内容は、netkeiba.comおよびJBISサーチの情報に基づく。
| 競走日     | 競馬場 | 競走名        | 格     | 距離（馬場）  | 頭 数 | 枠 番 | 馬 番 | オッズ （人気） | 着順 | タイム （上り3F） | 着差 | 騎手      | 斤量 [kg] | 1着馬（2着馬）         | 馬体重 [kg] |
| ---------- | ------ | ------------- | ------ | ------------- | ----- | ----- | ----- | --------------- | ---- | ----------------- | ---- | --------- | --------- | ---------------------- | ----------- |
| 2023.08.19 | 小倉   | 2歳新馬       |        | ダ1700m（良） | 16    | 8     | 16    | 002.60（1人）   | 03着 | R1:48.5（39.9）   | -0.3 | 0酒井学   | 55        | コパノアントニオ       | 464         |
| 0000.09.10 | 阪神   | 2歳未勝利     |        | ダ1800m（良） | 9     | 4     | 4     | 001.50（1人）   | 01着 | R1:56.5（38.8）   | -0.4 | 0幸英明   | 55        | （オーシンスキャット） | 464         |
| 2024.03.17 | 阪神   | 3歳1勝クラス  |        | ダ1800m（良） | 15    | 6     | 11    | 057.1（11人）   | 04着 | R1:55.1（38.1）   | -0.6 | 0田口貫太 | 54        | クロドラバール         | 464         |
| 0000.04.14 | 阪神   | 3歳1勝クラス  |        | ダ1800m（良） | 15    | 2     | 2     | 004.70（3人）   | 02着 | R1:53.3（39.1）   | -0.0 | 0岩田望来 | 55        | テーオールビー         | 468         |
| 0000.05.05 | 京都   | 3歳1勝クラス  |        | ダ1800m（良） | 16    | 2     | 3     | 002.50（1人）   | 01着 | R1:52.9（37.4）   | -0.6 | 0田口貫太 | 54        | （バスタードサフラン） | 466         |
| 0000.06.12 | 川崎   | 関東オークス  | JpnII  | ダ2100m（良） | 11    | 6     | 6     | 002.10（1人）   | 01着 | R2:18.5（40.0）   | -1.5 | 0田口貫太 | 55        | （ミスカッレーラ）     | 468         |
| 0000.09.26 | 船橋   | マリーンC     | JpnIII | ダ1800m（良） | 6     | 3     | 3     | 004.70（3人）   | 06着 | R1:59.1（45.5）   | -5.6 | 0田口貫太 | 55        | テンカジョウ           | 471         |
| 0000.10.20 | 東京   | ブラジルC     | L      | ダ2100m（良） | 13    | 7     | 11    | 010.00（4人）   | 13着 | R2:17.7（44.9）   | -7.2 | 0田口貫太 | 52        | グロリアムンディ       | 474         |
| 2025.02.10 | 京都   | アルデバランS | OP     | ダ1900m（良） | 16    | 6     | 11    | 084.7（14人）   | 16着 | R2:03.6（41.8）   | -5.4 | 0幸英明   | 54        | ブライアンセンス       | 480         |
| 0000.04.03 | 園田   | 兵庫女王盃    | JpnIII | ダ1870m（良） | 10    | 2     | 2     | 017.20（4人）   | 05着 | R2:04.7（41.2）   | -1.9 | 0岩田望来 | 56        | テンカジョウ           | 487         |
| 0000.05.14 | 川崎   | エンプレス杯  | JpnII  | ダ2100m（稍） | 11    | 3     | 3     | 083.40（5人）   | 11着 | R2:31.3（54.6）   | 16.1 | 0田口貫太 | 55        | テンカジョウ           | 482         |

- 競走成績は2025年5月14日現在

## 血統表
| アンデスビエントの血統           | アンデスビエントの血統                      | アンデスビエントの血統                 | （血統表の出典）                       | （血統表の出典）    |
| 父系                             | ストームキャット系（ストームバード系）      | ストームキャット系（ストームバード系） | ストームキャット系（ストームバード系） | [ § 2 ]             |
| 父 *ドレフォン Drefong 2013 鹿毛 | 父の父Gio Ponti 2005 鹿毛                   | Tale of the Cat                        | Storm Cat                              | Storm Cat           |
| 父 *ドレフォン Drefong 2013 鹿毛 | 父の父Gio Ponti 2005 鹿毛                   | Tale of the Cat                        | Yarn                                   |                     |
| 父 *ドレフォン Drefong 2013 鹿毛 | 父の父Gio Ponti 2005 鹿毛                   | Chipeta Springs                        | Alydar                                 | Alydar              |
| 父 *ドレフォン Drefong 2013 鹿毛 | 父の父Gio Ponti 2005 鹿毛                   | Chipeta Springs                        | Salt Spring                            |                     |
| 父 *ドレフォン Drefong 2013 鹿毛 | 父の母Eltimaas 2007 鹿毛                    | Ghostzapper                            | Awesome Again                          | Awesome Again       |
| 父 *ドレフォン Drefong 2013 鹿毛 | 父の母Eltimaas 2007 鹿毛                    | Ghostzapper                            | Baby Zip                               |                     |
| 父 *ドレフォン Drefong 2013 鹿毛 | 父の母Eltimaas 2007 鹿毛                    | Najecam                                | Trempolino                             | Trempolino          |
| 父 *ドレフォン Drefong 2013 鹿毛 | 父の母Eltimaas 2007 鹿毛                    | Najecam                                | Sue Warner                             |                     |
| 母 アンデスクイーン 2014 栗毛    | 母の父*タートルボウル Turtle Bowl 2002 鹿毛 | Dyhim Diamond                          | Night Shift                            | Night Shift         |
| 母 アンデスクイーン 2014 栗毛    | 母の父*タートルボウル Turtle Bowl 2002 鹿毛 | Dyhim Diamond                          | Happy Landing                          |                     |
| 母 アンデスクイーン 2014 栗毛    | 母の父*タートルボウル Turtle Bowl 2002 鹿毛 | Clara Bow                              | Top Ville                              | Top Ville           |
| 母 アンデスクイーン 2014 栗毛    | 母の父*タートルボウル Turtle Bowl 2002 鹿毛 | Clara Bow                              | Kamiya                                 |                     |
| 母 アンデスクイーン 2014 栗毛    | 母の母レイナカスターニャ 2008 栗毛          | キングカメハメハ                       | Kingmambo                              | Kingmambo           |
| 母 アンデスクイーン 2014 栗毛    | 母の母レイナカスターニャ 2008 栗毛          | キングカメハメハ                       | *マンファス                            |                     |
| 母 アンデスクイーン 2014 栗毛    | 母の母レイナカスターニャ 2008 栗毛          | ナスカ                                 | *サンデーサイレンス                    | *サンデーサイレンス |
| 母 アンデスクイーン 2014 栗毛    | 母の母レイナカスターニャ 2008 栗毛          | ナスカ                                 | アンデスレディー                       |                     |
| 母系(F-No.)                      | レデイチヤツター(GB)系(FN:19)               | レデイチヤツター(GB)系(FN:19)          | レデイチヤツター(GB)系(FN:19)          | [ § 3 ]             |
| 5代内の近親交配                  | Mr. Prospector 5×5                          | Mr. Prospector 5×5                     | Mr. Prospector 5×5                     | [ § 4 ]             |
| 出典                             | 1. 2. 3. 4.                                 | 1. 2. 3. 4.                            | 1. 2. 3. 4.                            | 1. 2. 3. 4.         |

- 母のアンデスクイーンは2019年のブリーダーズゴールドカップ、レディスプレリュード、2020年のエンプレス杯の勝ち馬[18]。
- そのほか、主な近親にアルバート、サンバレンティン、インティライミ、ジオグリフ。詳細はペルースポート#主要なファミリーラインを参照。